# Жылыбулак (Жамбылская область)
Жылыбулак (каз. Жылыбұлақ) — село в Жуалынском районе Жамбылской области Казахстана. Входит в состав Биликольского сельского округа. Код КАТО — 314237400.

## Население
В 1999 году население села составляло 286 человек (161 мужчина и 125 женщин). По данным переписи 2009 года, в селе проживал 301 человек (149 мужчин и 152 женщины).